# Sal de Cuyutlán

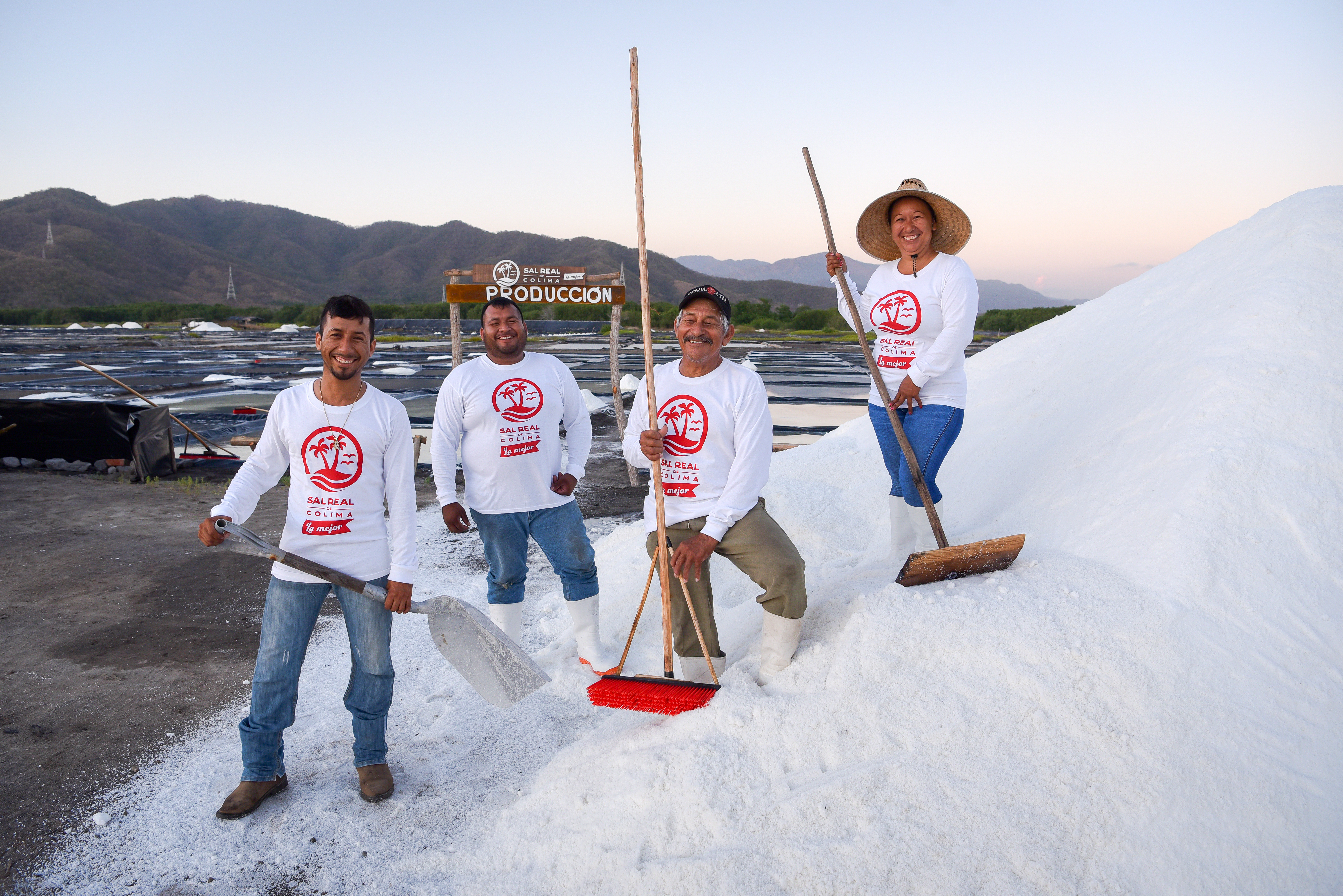
Sal de Colima

La sal de Cuyutlán es una sal marina natural, sin refinar, sin aditivos y secada al sol, procedente de la laguna de Cuyutlán, en Colima, México. Los salares ocupan alrededor de 3 500 ha entre Manzanillo y Armería, que producen 39 000 toneladas anuales (2019). Los salares de Cuyutlán han sido explotados desde hace, por lo menos, 500 años. Se sabe que el rey Colímotl tributaba al emperador Azteca con sal de Cuyutlán. Sin embargo, fue a partir del siglo XVI cuando se comenzó a producir flor de sal de manera masiva, gracias en parte a la llegada de esclavos filipinos. La extracción de la sal se produce de forma artesanal dejando secar el agua al sol.
En 1996 se fundó en Cuyutlán el Museo Comunitario de la Sal, que narra la historia del pueblo y su relación con la sal.